# África empieza en los Pirineos
África empieza en los Pirineos es una expresión despectiva usada en contra de España —y por ubicación geográfica a Portugal, Andorra y Gibraltar—, que se basa en la situación geográfica de la península ibérica y que hace referencia a la diferencia o contraste entre la España absolutista del siglo XIX con la Francia más liberal y desarrollada de la época. Tiene su origen en Francia, atribuyéndose su acuñación a Alejandro Dumas, afirmación que ha sido desmentida por Nestor Luján. Jean-Frédéric Schaub documenta en su libro La France espagnole. Les racines hispaniques de l’absolutisme français (2003) una frase similar de Stendhal: «Si el español fuese musulmán sería un africano completo».
Nacida en algún momento de la Francia Napoleónica o comienzos del siglo XIX; fue principalmente utilizada en el contexto de la Guerra de la Independencia Española por algunos políticos e intelectuales franceses, portugueses y españoles durante todo ese siglo. También fue habitual en la España del siglo XX, donde se utilizaba de manera burlesca en los círculos absolutistas y reaccionarios opuestos a la expansión del liberalismo en España como legitimación del subdesarrollo secular de las regiones españolas frente a las propuestas modernizadoras de los afrancesados Los historiadores García de Cortázar y González Vega escribieron que, despectiva o no, la expresión es únicamente «la constatación de esa especificidad cultural del ámbito peninsular, difícil de asimilar a las categorías de los países desarrollados», particularmente durante gran parte de los siglos XIX y XX.
Según José María Ortega Sánchez (1977) en el artículo «Los orígenes del islam en España, de mercenarios, misioneros, estudiantes y conversos (y II)» la frase fue acuñada por Domingo António de Sousa Coutihno (1760-1833) al comentar la obra de Dominique de Pradt (1759-1837) Mémoires historiques sur la révolution d ́Espagne (1816). El portugués Domingo António de Sousa Coutinho, al comentar en el libro La guerre de la Péninsule sous son véritable point de vue (Bruxelles: Weissenbruch 1819 p.xxiv), escribió refiriéndose a la relación que tuvo la península ibérica tanto respecto a África como respecto al resto de Europa.
Tampoco han faltado intelectuales que trataron de darle la vuelta a su significado y utilizarla como motivo de orgullo, como fue el caso de Miguel de Unamuno en Sobre la independencia de la patria (1908). Otros, como Antonio Machado, se ofendieron con él y argumentaron en su contra.